# فرودگاه الکساندارا (اییندیانا)
فرودگاه الکساندارا (اییندیانا) (به انگلیسی: Alexandria Airport (Indiana)) یک فرودگاه همگانی بهره‌برداری هوایی است که یک باند فرود آسفالت دارد و طول باند آن ۷۹۰ متر است. این فرودگاه در شهر الگزندریا، ایندیانا کشور ایالات متحده آمریکا قرار دارد و در ارتفاع ۲۷۴ متری از سطح دریا واقع شده‌است.